# نشاط خارق
يتناول الفيلم قصة حياة شريكان ينتميان للطبقة المتوسطة وينتفلان للعيش في منزلهما الجديد الكائن في أحد الضواحي ولكن كان هناك شيء ما يعكر صفو حياتهما باضطراد ويزداد نشاطه عند منتصف الليل وبالأخص خلال نومهما أو لدى محاولتهما للنوم. بدأ إنتاج الفيلم في عام 2007 بكلفة لم تتعدَ 20,000 دولار ولكن بالرغم من ميزانية الفيلم المتواضعة وتصنيفه ك«فيلم منخفض التكلفة» إلا أنه حقق إيرادات عالية لم تكن متوقعة على الإطلاق. أما بالنسبة للممثلين في الفيلم فلم يكونوا من المشاهير مما أدى إلى تسليط الضوء عليهم من خلال الأربعة أجزاء التي تعتبرها الشركة المنتجة للفيلم «سلسلة الأفلام الأكثر رعباً» حسب ما أتى في افتتاحية الفيلم لذلك أثار الفيلم انتباه كل من شاهده سواء من الناس العاديين وكذلك أيضاً المحققين في الظواهر الغامضة أو الماورائيات.
ومن وجهة نظر الباحثين في الظواهر الغامضة أو ما وراء الطبيعة كانت العديد من الظواهر التي تناولها الفيلم ممكنة الحدوث على أرض الواقع. كما عولج العديد من جوانبها بمصداقية عالية حيث تصرف الممثلون بشكل صحيح في مثل تلك الحالات، في حين لم تكن الجوانب الأخرى منها صحيحة تماماً بل أضيف لها عنصر المبالغة حتى يتحقق الهدف الأول من هذه القطعة الفنية وهو الترفيه وإمتاع المشاهد في الدرجة الأولى.

## عناصر الفيلم
1- تصاعد تدريجي في فعالية الأشباح الضاجة

تبدأ الامور بالتطور بشكل بطيء فتصبح أكثر عنفاً أو صخباً شيئاً فشيئاً فعلى سبيل المثال تبدأ الأصوات التي لا تفسير لها بصورة خافتة وقليلة التكرار ثم لا تلبث أن تصبح بعد ذلك عالية ومتكررة أكثر. كذلك الأمر مع انطفاء الأضواء وإشعالها أو جهاز التلفزيون وبعض الأجهزة الأخرى متبوعة بظلال تمر وحتى أصوات، ومن ثم قد تتطور الامور للأسوأ.
2- فعالية مركزة على شخص واحد

كان الفيلم صادقاً بشأن أن فعالية الأمور الغريبة غالباً ما يتركز حدوثها على أحد الأشخاص أكثر من تركيزها على المكان نفسه، ويمثل هنا شخصية المرأة في الفيلم. ازدياد الفعالية ليلاً فمعظم الأمور الغربية في الفيلم تحدث ليلاً، وهكذا هو الحال أيضاً مع التقارير الواقعية، فعلى الرغم من أنها قد تحدث في ضوء النهار لكنها يبدو أنها تحدث غالباً عند هبوط الليل. ونقول هنا «يبدو» مع عدم توفر أثبات يدعم تلك المعطيات، فمعظم الناس يكونون في أعمالهم في فترة النهار فلا يتسنى لهم مراقبة تلك الأمور خلال فترة غيابهم عن منازلهم إضافة إلى ذلك يكون الليل هادئاً وبسبب ذلك يكون من السهل ملاحظة أي حركة لظلال في ظروف الإضاءة الاصطناعية أو سماع أصوات غريبة.
3- أصحاب الظلال السوداء

في الفيلم نرى ظل شخص يمر بالقرب من باب غرفة نوم الشريكين، والواقع يقول أن هناك الكثير من الناس رأوا تلك الظلال بما اصطلح على تسميته بـ «أصحاب الظلال السوداء»، ومن الجدير بالذكر أن ظاهرة «أصحاب الظلال السوداء» لا تترافق دائماً مع ظاهرة الأماكن المسكونة بالأشباح أو ظاهرة الأشباح الضاجة Poltergeist. وتذكر التقارير أن تلك الظلال يمكن أن تتجسد بأشكال على الحائط أو الباب والكثير من الناس وصفوها بأنها غير شفافة وكتلة من السواد الدامس تقف وتتحرك في الفراغ في الممر أو في وسط الغرفة بمعنى آخر تبدو ثلاثية الأبعاد ذات عمق وليست مجرد ظلال سطحية.
4- الاتصال المادي (الفيزيائي)

في الفيلم تتأثر المرأة (والتي هي محور تلك الفعاليات الغريبة والضحية في هذا الفيلم) مادياً (فيزيائياً) بقوة غامضة وتتعرض لخدوش وتظهر عليها آثار عض وصفع ودفع وزج وشد شعر وأمور أخرى.

## معلومات عن الفيلم
| المخرج:         | أورين بيلي                 |
| كاتب السيناريو: | أورين بيلي                 |
| تاريخ العرض:    | 16 أكتوبر 2009             |
| سنة الإنتاج:    | 2007                       |
| مكان الإنتاج:   | الولايات المتحدة الأمريكية |

## أبطال الفيلم
- كايتي فيزرستون بدور كايتي.

- ميكا سلوت بدور ميكا.

- مارك فريدريتشس بدور المحقق في الظواهر الغامضة.

## وصلات خارجية
- نشاط خارق على موقع IMDb (الإنجليزية)
- نشاط خارق على موقع ميتاكريتيك (الإنجليزية)
- نشاط خارق على موقع روتن توميتوز (الإنجليزية)
- نشاط خارق على موقع نتفليكس (الإنجليزية)
- نشاط خارق على موقع قاعدة بيانات الأفلام العربية
- نشاط خارق على موقع ألو سيني (الفرنسية)
- نشاط خارق على موقع Turner Classic Movies (الإنجليزية)
- نشاط خارق على موقع أول موفي (الإنجليزية)
- نشاط خارق على موقع بوكس أوفيس موجو (الإنجليزية)
- نشاط خارق على موقع فيلمافينيتي (الإسبانية)